# Llengües híbrides
Les llengües híbrides són el resultat de desenvolupaments culturals on dues llengües es combinen i experimenten processos de penetració, habitualment d'una lengua dominant en una cultura o territori amb relació a una vulgar o dialectal.

## Origen i evolució
Aquesta interpenetració cultural és un fenomen característic de la baixa edat mitjana i en aquest període es tracta sobretot d'una evolució entre la implantació generalitzada d'una llengua oficial en l'àmbit literari, com era el llatí, en la seva adaptació a un territori amb una llengua local. L'origen és oral, però es veu traduït a l'escriptura i, fins i tot, utilitzada la llengua híbrida en funció del gènere literari. En aquest sentit, el gènere trobadoresc és el que més llengües híbrides va registrar.
Per tant, esdevé una llengua amb una aplicació més estètica que lingüística, però, a la vegada amb la intencionalitat d'arribar d'una forma més fàcil al lector o públic que si fos amb la llengua oficial, més reservada al culte o a la intel·lectualitat. Igualment, la seva aparició és el resultat inequívoc de la influència i poder de la llengua dominant amb relació a la local o dialectal o bé de l'allau migratori d'un col·lectiu determinat en un territori aliè i que es fa seva la llengua d'aquest, com ha passat en l'actualitat.

## Exemples
Exemples de llengües híbrides de l'edat mitjana serien la barreja entre l'occità i l'oïl en la cançó de gesta de Girard de Roussillon. Una altra llengua híbrida, el francoitalià, formada pel llombard i el venecià, es podia llegir a l'Entrée de Spagne, cançó escrita a final del segle xii, o la versió veneciana de la Cançó de Rotllan. També els orígens del català es veuen influenciats i penetrats de mots i expressions occitanes, donada la importància d'aquesta llengua en la literatura medieval trobadoresca.
En l'actualitat, hi ha contagis entre llengües pels esmentats efectes migratoris i que donen com a resultat llengües com el catanyol (català i espanyol), l'spanglish (castellà i anglès), el poglish (polonès i anglès) i el portuñol (portuguès i espanyol).